# Багадур, Рикардо
Рикардо Багадур (хорв. Ricardo Bagadur; 16 сентября 1995, Риека) — хорватский футболист, центральный защитник клуба «Осиек II».

## Карьера
Багадур является воспитанником футбольного клуба «Риека», куда он пришёл в 2009 году. До этого он занимался в командах «Клана» и «Наприед». 9 октября 2013 года Багадур дебютировал в основном составе «Риеки», заменив на 30-й минуте получившего травму Луку Марича в матче первого раунда Кубка Хорватии против «Змая» из Блато (11:0). Этот матч стал единственным для молодого футболиста в составе родного клуба. В феврале 2014 года он был отдан в аренду до конца сезона 2013/2014 клубу второго дивизиона «Поморац» из Кострены, за который сыграл 8 матчей и забил 1 гол.
31 августа 2014 года Багадур за 500 тыс. евро перешёл в итальянскую «Фиорентину». В Серии A хорват дебютировал 18 мая 2015 года, заменив на 86-й минуте Гонсало Родригеса в матче против «Пармы». 13 января 2016 года Багадур был отдан в аренду до конца сезона клубу итальянской Серии B «Салернитана».
В 2013 году Багадур провёл семь матчей в составе сборной Хорватии среди игроков до 19 лет. В 2015 году он дважды сыграл за сборную до 20 лет.